# Серпокрилець асамський
Серпокрилець асамський (Apus leuconyx) — вид птахів родини серпокрильцевих (Apodidae).

## Поширення
Вид поширений в передгір'ях Гімалаїв та на нагір'ях Ассаму (на сході Індії). Цей вид є перелітним, зимує в Індії та Шрі-Ланці.

## Опис
Асамські серпокрильці за розміром подібні на чорного серпокрильця. Вони чорні, за винятком білого крупу. Їх можна відрізнити від чорного серпокрильця за глибшою вилкою хвоста, довшими крилами, більшою головою та більшою білою плямою на горлі.